# Grevillea dimorpha
Grevillea dimorpha,  es una especie de arbusto  del gran género  Grevillea perteneciente a la familia  Proteaceae. Es originaria de  Victoria en Australia.

## Descripción
La especie crece hasta alcanzar un tamaño de entre 0,4 y 3 metros de altura. Las flores suelen aparecer entre agosto y diciembre (fines de invierno a principios de verano) en su área de distribución natural. Estas tienen periantos y estilos rojos . 
Se encuentra en los bosques de brezos  dentro del parque nacional de los Montes Grampianos.

## Taxonomía
Grevillea dimorpha fue descrita por Ferdinand von Mueller y publicado en Transactions of the Philosophical Society of Victoria 1: 21. 1855.
Etimología
Grevillea, el nombre del género fue nombrado en honor de Charles Francis Greville, cofundador de la Royal Horticultural Society.
Sinonimia
- Grevillea oleoides subsp. dimorpha (F.Muell.) Benth.
- G. speciosa subsp. dimorpha (F.Muell.) McGill.
- G. dimorpha F.Muell. var. dimorpha
- G. dimorpha var. augustifolia F.Muell.
- G. dimorpha var. lanceolata Meisn. nom. illeg.
- G. dimorpha var. linearis Meisn. MS nom. illeg.
- G. dimorpha var. linearis F.Muell. MS nom. inval.
- G. dimorpha var. latifolia F.Muell.[5]